# Деннис, Билли
Уи́льям Де́ннис (англ. William Dennis; 21 сентября 1896—1952), более известный как Би́лли Де́ннис (англ. Billy Dennis) — английский футболист, защитник.

## Футбольная карьера
Уроженец Моссли, графство Ланкашир, Билли начал играть в футбол за любительские команды «Аштон» и «Дентон». Во время Первой мировой войны проходил службу в армии и параллельно играл в футбол за «Беркенхед Кометс», «Линфилд» и «Транмир Роверс».
После окончания войны стал игроком клуба «Стейлибридж Селтик», где его заметили скауты клуба Первого дивизиона «Блэкберн Роверс», после чего он стал игроком «Роверс». В сезоне 1919/20 сыграл в пяти матчах чемпионата, в котором «Блэкберн» с трудом избежал вылета, заняв 20-е место. По окончании сезона вернулся в «Стейлибридж Селтик». В 1921 году клуб был избран в Третий северный дивизион Футбольной лиги. Деннис выступал за команду до 1923 года.
В мае 1923 года перешёл в «Манчестер Юнайтед», выступавший во Втором дивизионе. В основном составе дебютировал 13 октября 1923 года в матче против «Олдем Атлетик», завершившийся победой «Юнайтед» со счётом 2:0. Провёл за клуб два последующих матча: 20 октября дома против «Стокпорт Каунти» (победа 3:0) и на 27 октября выезде, снова против «Стокпорта» (поражение 2:3). После этого в основной состав не попадал, и в феврале 1924 года покинул клуб.
С 1924 по 1928 год выступал за «Честерфилд» в Третьем северном дивизионе, сыграв 166 матчах в лиге. С 1928 по 1930 год играл в составе «Уиган Боро», также в Третьем северном дивизионе Футбольной лиги.
В дальнейшем выступал за «Маклсфилд» из Чеширской лиги, а затем за «Херст». В возрасте 37 лет вошёл в тренерский штаб клуба «Моссли» и сыграл за него один официальный матч в качестве игрока.

## Статистика выступлений
| Клуб               | Сезон            | Лига | Лига | Кубок | Кубок | Итого | Итого |
| Клуб               | Сезон            | Игры | Голы | Игры  | Голы  | Игры  | Голы  |
| ------------------ | ---------------- | ---- | ---- | ----- | ----- | ----- | ----- |
| Блэкберн Роверс    | 1919/20          | 5    | 0    | 0     | 0     | 5     | 0     |
| Блэкберн Роверс    | Итого            | 5    | 0    | 0     | 0     | 5     | 0     |
| Стейлибридж Селтик | 1920/21          | ?    | ?    | ?     | ?     | ?     | ?     |
| Стейлибридж Селтик | 1921/22          | 36   | 0    | 0     | 0     | 36    | 0     |
| Стейлибридж Селтик | 1922/23          | 36   | 0    | 5     | 0     | 41    | 0     |
| Стейлибридж Селтик | Итого            | 72   | 0    | 5     | 0     | 77    | 0     |
| Манчестер Юнайтед  | 1923/24          | 3    | 0    | 0     | 0     | 3     | 0     |
| Манчестер Юнайтед  | Итого            | 3    | 0    | 0     | 0     | 3     | 0     |
| Честерфилд         | 1923/24          | 12   | 0    | 0     | 0     | 12    | 0     |
| Честерфилд         | 1924/25          | 38   | 6    | 2     | 0     | 40    | 6     |
| Честерфилд         | 1925/26          | 41   | 0    | 3     | 0     | 44    | 0     |
| Честерфилд         | 1926/27          | 42   | 0    | 3     | 0     | 45    | 0     |
| Честерфилд         | 1927/28          | 32   | 0    | 1     | 0     | 33    | 0     |
| Честерфилд         | Итого            | 165  | 6    | 9     | 0     | 174   | 6     |
| Уиган Боро         | 1928/29          | 34   | 0    | 3     | 0     | 37    | 0     |
| Уиган Боро         | 1929/30          | 33   | 0    | 1     | 0     | 34    | 0     |
| Уиган Боро         | Итого            | 67   | 0    | 4     | 0     | 71    | 0     |
| Всего за карьеру   | Всего за карьеру | 312  | 6    | 18    | 0     | 330   | 6     |